# Wijken en buurten in Anna Paulowna
De voormalige Nederlandse gemeente Anna Paulowna was voor statistische doeleinden onderverdeeld in wijken en buurten. De gemeente, die op 1 januari 2012 met drie buurgemeenten opging in de gemeente Hollands Kroon, was verdeeld in de volgende statistische wijken:
- Wijk 00 (CBS-wijkcode:036600)
- Wijk 01 Wieringerwaard en omgeving (CBS-wijkcode:036601)

Een statistische wijk kan bestaan uit meerdere buurten. Onderstaande tabel geeft de buurtindeling met kentallen volgens het Centraal Bureau voor de Statistiek (2008):
| CBS-buurtcode | Buurtnaam                         | Inwonertal | Opp. totaal (ha) | Opp. land (ha) | Ligging                |
| ------------- | --------------------------------- | ---------- | ---------------- | -------------- | ---------------------- |
| BU03660000    | Kleine Sluis inclusief Spoorbuurt | 7310       | 526              | 497            | Locatie in de gemeente |
| BU03660001    | Gelderse Buurt en omgeving        | 750        | 1000             | 980            | Locatie in de gemeente |
| BU03660002    | Breezand                          | 3290       | 2004             | 1894           | Locatie in de gemeente |
| BU03660003    | Van Ewijcksluis                   | 230        | 42               | 31             | Locatie in de gemeente |
| BU03660004    | Oostpolder                        | 320        | 1772             | 1678           | Locatie in de gemeente |
| BU03660100    | Wieringerwaard                    | 1650       | 166              | 165            | Locatie in de gemeente |
| BU03660101    | Nieuwesluis                       | 130        | 26               | 25             | Locatie in de gemeente |
| BU03660102    | Buitengebied Wieringerwaard       | 450        | 2221             | 2198           | Locatie in de gemeente |